# ウォリー・ルイス
ウォルター・ジェイムズ・ルイス（Walter James Lewis AM、1959年12月1日- ）は、オーストラリアの元プロラグビーリーグ選手である。
選手として1970年代、1980年代、1990年代、コーチとして1980年代、1990年代に活動した。引退後はラグビーリーグのテレビ解説者となった。ラグビーリーグ史上最高の選手の1人と広く見なされている。愛称はキング（The King）、ラング・パークの帝王（The Emperor of Lang Park）。
ルイスは1980年から1991年までクイーンズランド州代表としてステート・オブ・オリジンに31試合出場し、そのうち30試合でキャプテンを務めた。また1981年から1991年までオーストラリア代表として33試合に出場し、1984年から1989年までキャプテンを務めた。ルイスはおそらくステート・オブ・オリジンでの実績で最もよく知られており、1980年代に優勢を誇ったクイーンズランド州チームの先頭に立った。ステート・オブ・オリジンではマン・オブ・ザ・マッチに8回選出された。
ルイスは2002年にオーストラリアラグビーリーグ殿堂入りした。1999年、6人目のジ・イモータルズ（The Immortals）となった。2000年、ラグビーリーグにおけるオーストラリアの国際的地位への貢献によってオーストラリアスポーツメダルを授与された。

## 推薦文献
- McGregor, Adrian (2004). Wally Lewis: Forever the King. University of Queensland Press. ISBN 9780702234347
- McGregor, Adrian (1993). Wally Lewis. Tandem Press. ISBN 9780908884353
- McGregor, Adrian (1989). Wally and the Broncos. University of Queensland Press. ISBN 9780702221828
- Lewis, Wally (2009). Out of the Shadows: A Champion's Return to the Spotlight. HarperCollins Publishers Australia. ISBN 9780732288808